# Edurne Pasaban
Edurne Pasaban Lizarribar, née le 1er août 1973 à Tolosa, est une alpiniste espagnole. Elle est la première femme à avoir réussi à gravir les 14 sommets de plus de 8 000 mètres.

## Biographie
Dès l'âge de 15 ans, elle apprend les rudiments de l'escalade au club Oargi. À 17 ans, elle visite des volcans en Équateur et commence à faire des ascensions dans les Alpes. Elle gravit des sommets de l'Himalaya dont le mont Everest le 23 mai 2001 et, à 28 ans, le Makalu, le 16 mai 2002. Elle est amputée de plusieurs orteils en 2004 à la suite d'un accident lors de son ascension du K2. Elle envisage après cette expérience d'abandonner l'alpinisme, mais elle reprend les ascensions himalayennes par la suite.
Ingénieur de profession, Edurne Pasaban a vaincu le 17 mai 2010, au Shishapangma (Tibet), son 14e sommet de plus de 8 000 m. Elle appartient au cercle fermé des alpinistes ayant gravi les 14 sommets de plus de 8 000 mètres en étant la première femme à avoir réussi cet exploit.
Le 30 août 2010, après une longue polémique quant à l'ascension du Kanchenjunga par son adversaire Oh Eun-sun, et à la suite de l'absence de preuve concluante apportée par cette dernière de son passage au sommet et du fait que des trois sherpas qui accompagnaient Eun-sun, deux avaient déclaré qu'elle n'avait pas atteint le sommet, Edurne Pasaban est considérée comme la première femme à avoir gravi les 14 sommets de plus de 8 000 m. En plus d'Oh Eun-Sun, Edurne Pasaban était en compétition avec Gerlinde Kaltenbrunner, qui a cependant gravi tous les sommets sans assistance respiratoire, et Go Mi Sun, décédée en descendant le Nanga Parbat.
Le 28 juin 2011, Edurne Pasaban reçoit le prix Basque Universel 2010 de la main du président de la Communauté autonome basque, Patxi Lopez.

## Chronologie des expéditions et succès
1. Everest (2001)
2. Makalu (2002)
3. Cho Oyu (2002)
4. Lhotse (2003)
5. Gasherbrum II (2003)
6. Gasherbrum I (2003)
7. K2 (2004)
8. Nanga Parbat (2005)
9. Broad Peak (2007)
10. Dhaulagiri (2008)
11. Manaslu (2008)
12. Kangchenjunga (2009)
13. Annapurna (2010)
14. Shishapangma (2010)

## Honneur
L'astéroïde (31651) Edurnepasaban est nommé en son honneur.